# Johann Anton Kobrich
Johann Joseph Anton Bernhard Kobrich (getauft am 30. Mai 1714 in Landsberg am Lech; † 9. August 1791 ebenda) war ein deutscher Organist und Komponist.

## Leben
Johann Anton Kobrich, der Sohn des Organisten der Landsberger Stadtpfarrkirche Maximilian Adam Kobrich († 1730), trat mit 16 Jahren dessen Nachfolge an und füllte dieses Amt bis zu seinem Tode aus. Nachdem seine Frau im Jahre 1782 gestorben war, wandte er sich noch der Theologie zu und wurde zum Priester geweiht.
Er schrieb Klavier- und Orgelwerke, zudem Messen, Litaneien und Vespern. Etliche seiner Werke wurden in Nürnberg und Augsburg gedruckt und erreichten eine hohe Verbreitung in Mittel- und Osteuropa.
Der 1735 geborene, einzige Sohn führte die Organistentradition an der Heilig-Kreuz-Kirche fort.

## Werke (Auswahl)
- Sechs leichte und dabey angenehme Clavier-Partien
- Leicht zu erlernender vielfachen Nutzen bringender Kirchen Ton
- 6 Missae breves op. 7
- 10 Lytaniae op. 24
- 6 Missae solennes op. 26
- 3 Missae de Requiem op. 29
- 6 Lytaniae lauretanae op. 36
- 3 Missae breves de Requiem op. 37
- Gründliche Clavierschule 1782
- Praktisches Geig-Fundament 1787